# Nana Akufo-Addo
Nana Addo Dankwa Akufo-Addo (Acra, 29 de marzo de 1944) es un abogado y político ghanés que se desempeñó como presidente de Ghana desde 2017 hasta 2025.Anteriormente se desempeñó como procurador general entre 2001 y 2003, y como ministro de Relaciones Exteriores de 2003 a 2007.
Ganó las elecciones presidenciales de 2016 después de haberse presentado en 2008 y 2012, siendo derrotado en la primera por John Atta Mills y en la segunda por John Dramani Mahama. Fue elegido como candidato del Nuevo Partido Patriótico y venció a Mahama, que se presentaba a la reelección, con el 53.83 % de los votos en primera vuelta.